# Табор (град)
Вижте пояснителната страница за други значения на Табор.
Табор (на чешки: Tábor) е град в Южнобохемски край на Чехия, разположен на по-високия десен бряг на река Лужнице. Център на община с разширени правомощия и административен център на едноименния окръг.
Населението му е 34 641 жители (2016). През 1947 г. то е било наполовина – 18 хиляди жители. След Ческе Будейовице, това е второто по брой жители населено място на Южнобохемския край. Заедно със Сезимово Усти и Плана над Лужници образува агломерация от близо 47 хиляди жители. Градът, чийто градски център е защитена зона, е важен туристически център. Атракция за посетителите е историята на хуситското движение.

## История
Градът е основан през пролетта на 1420 г. от Петър Хромадка от Истебнице и Ян Бидлински от Бидлин от най-крайното крило на хуситите, които скоро след това стават известни като таборити. Основан е на мястото на по-старо селище и, според преобладаващото схващане сред чешките лингвисти и историци, е наречен в чест на планината Тавор (на латински: Thabor) в Светите земи, по-точно – в Северна Галилея (днес в Израел). Оттам името на града навлиза в езика на населението като апелатив – „табор“ става общ термин в смисъл на „военен лагер“, тъй като в началото си градът е бил военен лагер на хуситите. Думата действително се появява в езика към 15 век и се използва и на полски и унгарски. По-късно думата започва да се употребява в по-общия смисъл на „лагер“ и се използва в съвременния чешки език и в други съчетания: пионерски лагер, концетрационен лагер, детски лагер и т.н.
Други лингвисти подкрепят идеята, че наименованието за военния лагер идва от тюркскотатарската дума tabur и означава „армия в отбранителна позиция или зад подвижни укрепления“. Според тях, в унгарския език (където съществува и до днес) думата е навлязла не по-късно от 11 век, а оттам е заета от чешкия.
Годин наред Табор се развива като град-символ и процъфтява като егалитарна селска община. Този дух е прославен в песента на композитора Бедржих Сметана „Песен на Свободата“, придобила популярност в англоезичните страни в изпълнение на Пол Робсън на чешки и английски език.
Старата част на Табор е разположена по върха на уединен от околността хълм обграждан от река Лужнице и просторно изкуствено езеро, на което хусисткото население на града дава библейското име Йордан. Езерото е създадено през 1492 г. и е най-старото водохранилище от този тип в Централна Европа. Някогашното значение на града помръква при завладяването му от крал Иржи Подебрадски през 1452 г.

## Градски части
1. Чеканице (Čekanice)
2. Хлинице (Hlinice)
3. Стокласна Лхота(Stoklasná Lhota)
4. Залужи (Záluží)
5. Мешице (Měšice)
6. Зарибнична Лхота (Zárybničná Lhota)
7. Смислов (Smyslov)
8. Челковице (Čelkovice)
9. Хорки (Horky)
10. Ветрови (Větrovy)
11. Клокоти (Klokoty)
12. Наход (Náchod)
13. Вшехов (Všechov)
14. Захрадка (Zahrádka)
15. Табор (Tábor)

## Побратимени градове
|  | Държава  | Град        |
|  | Австрия  | Велс        |
|  | Словения | Шкофя Лока  |
|  | Германия | Констанц    |
|  | Белгия   | Синт Никлас |
|  | САЩ      | Оринда      |
|  | -------- | ----------- |

## Забележителности
- Кулата на замъка Котнов и Бехинската порта (15 век),
- готически манастир Преображение Господне на планината Табор (1512),
- Старото кметство в стил късна готика (края на 16 в., в сградата се намира Хуситския музей),
- Ботаническа градина

## Личности
Родени в Табор
- Йозеф Шмаха, чешки актьор, режисьор и педагог